# Mistrzostwa Świata Strongman 1979
Mistrzostwa Świata Strongman 1979 – doroczne, indywidualne zawody siłaczy.
WYNIKI ZAWODÓW:

Data: 1979 r.

Miejsce: Universal Studios (stan Kalifornia)  Stany Zjednoczone
| Miejsce | Zawodnik        | Kraj              | Punkty              |
| ------- | --------------- | ----------------- | ------------------- |
| 1.      | Don Reinhoudt   | Stany Zjednoczone | 60,30               |
| 2.      | Lars Hedlund    | Szwecja           | 45,6                |
| 3.      | Bill Kazmaier   | Stany Zjednoczone | 44,9                |
| 4.      | Jon Kolb        | Stany Zjednoczone | 41,43               |
| 5.      | Bob Young       | Stany Zjednoczone | 22,33               |
| 6.      | Cleve Dean      | Stany Zjednoczone | 14,4                |
| 7.      | Joe Dube        | Stany Zjednoczone | 4,4                 |
| 8.      | Dave Johns      | Stany Zjednoczone | 2                   |
| 9.      | Bill Anderson   | Szkocja           | 1,33 (kontuzjowany) |
| 10.     | Jerry Blackwell | Stany Zjednoczone | 0 (kontuzjowany)    |

## Nagrody
| Miejsce | Wysokość nagrody |
| ------- | ---------------- |
| 1.      | $ 10 000 + 2000  |
| 2.      | $ 7000 + 2000    |
| 3.      | $ 5000 + 2000    |
| 4.      | $ 2000 + 2000    |
| 5.      | $ 1000 + 2000    |